# Philippe Bron
Pour les articles homonymes, voir Bron (homonymie).
Philippe Bron, né le 1er juin 1958, est un skieur acrobatique français.

## Palmarès

### Coupe du monde de ski acrobatique
- Meilleur classement général : 13e en 1985.
- 2 petits globe de cristal :
  - Vainqueur du classement bosses en 1984 et 1985.
- 13 podiums dont 3 victoires dans les épreuves de coupe du monde.